# Divinità delle acque
Una divinità delle acque è un dio o una dea della mitologia che vengono associati con l'acqua o i vari corpi idrici (come mari e fiumi). Le divinità dell'acqua sono relativamente comuni in ambito mitologico e sono state considerate generalmente più importanti tra le civiltà in cui il mare, l'oceano o un grande fiume era più importante per la loro storia. Un altro aspetto importante del culto delle divinità dell'acqua erano le sorgenti o i pozzi sacri.

## Mitologie

### Azteca
- Tlaloc - il dio del tuono, della pioggia e dei terremoti.
- Chalchiuhtlicue - dea dell'acqua, dei laghi, dei fiumi, dei mari e delle acque orizzontali e delle tempeste (associata successivamente al battesimo).
- Huixtocihuatl - dea del sale e dell'acqua salata.
- Opochtli - dio della caccia e della pesca[1].
- Tlaloque, dèi delle gocce d'acqua aiutanti di Tlaloc.
- Tlaloquetotontli, divinità fluviali figlie di Tlaloc e Chalchiuhtlicue; ognuna era posta a guardia di un corso d'acqua. Hanno una sorella di nome Huixtocihuatl[2]

### Ainu
- "Repun Ka" - Kamuy-spirito dell'orca e del mare

### Cananea
- Yam (divinità) - dio del mare
- Arsay: dea della terra umida e delle paludi. Figlia di Baal.
- Asherat del mare: Grande dea della saggezza e del mare. Madre degli dei. Moglie di El e sua consigliera, ebbe 70 figli
- Alein, figlio di Baal: dio delle sorgenti, dei corsi d'acqua, della primavera, della vegetazione e della stagione delle piogge
- Baal: sovrano degli dei, figlio del dio Dagon, la cui storia è narrata nel ciclo di Baal e dio della pioggia
- Tallay: dea della pioggia e della rugiada. Figlia di Baal.
- Halieus: dio della pesca. Appariva come un tritone cornuto, accompagnato da nereidi. Fratello di Agreus.
- Pataecians (Pataiko): Aiutava gli spiriti potenti del bene mandati a proteggere i fenici che navigavano. Patechus: Grande dio delle navi, della navigazione e dei viaggi oceanici. Patrono dei viaggiatori, dei naviganti e degli esploratori. I suoi servi, i Pateciani, proteggevano le navi fenicie.
- Pidray: dea della nebbia e della foschia. Figlia di Baal.

### Celtica
- Acionna - una dea dell'acqua gallo-romana, genius loci della regione Orleanese e dell'Essonne.
- Belisama - la dea di laghi e fiumi, del fuoco, dell'artigianato e della luce.
- Boann - dea del fiume Boyne nella mitologia irlandese.
- Bormana (Burmia o al maschile Bormo) - divinità delle sorgenti, delle acque termali e dei fiumi
- Danu - divinità primordiale delle acque
- Dylan Ail Don - divinità acquatica nella mitologia gallese
- Granno - un dio associato con le terme, il sole, gli incendi e le sorgenti curative termali e minerali
- Lir - dio del mare irlandese.
- Llyr - dio del mare gallese
- Manannan mac Lir - divinità marina irlandese.
- Nodens - dio associato con la guarigione, il mare, la caccia e i cani
- "Sinann" - dea irlandese del fiume Shannon
- Sequana - dea della Senna

### Cinese
- Wang Yuanpu (Dong Wanggong, re orientale) - Re del Palazzo dei mari orientali.
- Gong Gong - dio dell'acqua che è responsabile per le grandi inondazioni, insieme al suo socio, Xiang Yao
- Mazu - la dea dell'acqua e protettrice della gente di mare.
- Guo Pu - immortale del Regno dell'Acqua.
- Ao Guang - Re Drago del Mare Orientale
- Ao Qin - Re Drago del Mare Meridionale
- Ao Run - Re Drago del Mare Occidentale
- Ao Shun - Re Drago del Mare del Nord
- Hebo - dio del fiume Giallo
- Ehuang e Nuying - Dee del fiume Xiang
- Hai Re (海若 hai3re4): dio del mare
- Hung Shing: dio del Mare del Sud.
- Matsu (Tin Hau): dea del cielo e del mare
- Tam Kung: dio del mare
- Il Grande Yu (大禹): Il Grande Yu regola il corso dei fiumi, per controllarne le esondazioni.
- Fuxi (伏羲): Fuxi, HuHsi era il fratello-marito di Nuwa. A lui vengono attribuite l'invenzione del sistema divinatorio Yi Jing, della metallurgia, della scrittura e del calendario, oltre a essere stato anche l'iniziatore di varie attività umane, tra cui l'allevamento degli animali, la pesca, la caccia e la musica. Viene ricordato anche per il suo celebre diagramma, detto diagramma di Fu Xi.
- Yinglong: un dragone, servo potente di Huang Di e dio della pioggia.

### Egizia
- Hapy - il dio delle inondazioni annuali del Nilo.
- Anuqet - dea nilotica e nutrice dei campi.
- Nefti - la dea dei fiumi.
- Khnum - dio nilotico.
- Sobek - dio nilotico, raffigurato come un coccodrillo o un uomo con la testa di un coccodrillo.
- Tefnut - dea dell'acqua e della fertilità.

### Ewe / Fon
- Agwe - un loa del mare.
- Mami Wata - un loa delle acque.
- Clermeil - un loa di fiume solitamente raffigurato come un uomo bianco.
- Pie - un loa di lago e fiume

### Fijiana
- Daucina - dio della marineria
- Dakuwaqa - un dio dalle sembianze di squalo

### Finlandese
- Ahti - divinità delle profondità marine e dei pesci.
- Iku-Turso - un mostro marino malevolo.
- Vedenemo (Ved-ava) - una dea delle acque.
- Vellamo - la moglie di Ahti, dea del mare, dei laghi e delle tempeste.

### Greca
- Afro e Bito - Divinità marine dette Ittiocentauri che personificano la schiuma del mare (Afro) e la profondità del mare (Bito)
- Briareo/Egeo (capra di mare) - Uno degli Ecatonchiri
- Acheloo - Dio dell'omonimo fiume greco.
- Akheilos - Spirito del mare a forma di squalo.
- Alfeo - Il dio del fiume Alfeo in Arcadia.
- Anfitrite - dea minore del mare calmo e consorte di Poseidone.
- Anapo - dio dell'acqua della Sicilia orientale.
- Branga - una delle divinità dei fiumi.
- Brizo - la dea dei marinai la quale forniva indicazioni precise in sogno sulla pesca e sulla navigazione. Per via di questa particolarità si pensava che fosse anche una dea protettrice della navigazione.
- Carcino - un granchio gigante che si alleò con l'Idra di Lerna contro Eracle. Quando morì, Era lo mise nel cielo come la costellazione del Cancro.
- Ceto - dea dei pericoli del mare e dei mostri marini.
- Cariddi - un mostro marino e lo spirito della marea.
- Cimopolea - una figlia di Poseidone e moglie di Briareo, dea delle onde di tempesta.
- Delfino - il dio o signore dei delfini, Poseidone lo pose in cielo come costellazione di Delfino.
- Doride - dea della generosità del mare e moglie di Nereo.
- Idotea - profetica ninfa del mare e figlia di Proteo.
- Elettra, una delle Oceanine, consorte di Taumante.
- Euribia - divinità del dominio dei mari. Era la dea della padronanza sul mare, che presiedeva perlopiù a ciò che lo influenzava che al mare stesso, come il vento, i tempi stagionali e il sorgere delle costellazioni[3].
- Forco (Φόρκυς), dio delle forze nascoste e dei pericoli del mare.
- Galene - dea del mare calmo.
- Glauco - dio marino dei pescatori.
- Gorgoni - tre spiriti del mare mostruosi di nome Steno, Euriale e Medusa, figlie dei summenzionati Forco e Ceto.
- Graie - tre antichi spiriti del mare che personificava la schiuma bianca del mare; avevano in condivisione un occhio e un dente tra loro. Sorelle delle Gorgoni.
- Ippocampo - il "cavallo del mare".
- Ladone - un serpente marino dalle cento teste che custodiva il tratto più occidentale del mare, e le mele d'oro dell'isola delle Esperidi.
- Leucotea - una dea del mare che era preposta ad aiutare i marinai in difficoltà.
- Nerito - consorte marino di Afrodite nonché amato di Poseidone.
- Nereo - il vecchio uomo di mare e il dio della ricchezza, dei frutti del mare e del pesce.
- Le ninfe Naiadi, Nereidi e Oceanine.
- Oceano - Titano del fiume che circonda la Terra, la fonte di ogni acqua dolce presente sul pianeta.
- Pan - divinità patrona della pesca.
- Palemone - un giovane dio del mare che aiutava i marinai in difficoltà.
- Forco - dio dei pericoli nascosti degli abissi marini.
- Ponto - dio primordiale del mare, padre dei pesci e di altre creature del mare.
- Poseidone - re del mare e signore degli dèi del mare; ma anche dio dei fiumi, delle tempeste, delle inondazioni e della siccità, dei terremoti e dei cavalli. Il suo equivalente romano è Nettuno.
- Potamoi - divinità dei fiumi, padri delle Naiadi e fratelli delle Oceanine nonché figli di Oceano e Teti.
- Proteo - un profetico vecchio dio del mare mutaforma, custode dei sigilli di Poseidone.
- Psamate - dea della spiagge di sabbia.
- Scilla - una Nereide trasformata in un mostro marino.
- Le Sirene - tre ninfe del mare che attiravano i marinai incontro alla morte con il loro canto.
- I Telchini - esseri marini nativi dell'isola di Rodi; gli dèi li uccisero quando si rivolsero alla magia del male.
- Teti - Titanessa delle fonti di acqua dolce, e la madre dei fiumi (Potamoi), delle sorgenti, dei corsi d'acqua, delle fontane e delle nuvole.
- Talassa - la dea primordiale del mare.
- Taumante - il dio delle meraviglie del mare e padre dei Arpie e l'arcobaleno dea Iride
- Teti - sovrana delle Nereidi che ha presieduto alla deposizione delle uova della vita acquatica nel mare, madre di Achille.
- Triteia - figlia di Tritone e compagna di Ares, madre di Melanippo[4].
- Tritone - divinità dalla coda di pesce, figlio e banditore di Poseidone.
- Tritoni - spiriti dalla coda di pesce al seguito di Poseidone.

### Hawaiana
- Kanaloa - dio del mare, è simboleggiato dal calamaro o dal polpo, ed è tipicamente associato con Kanea (la più alta delle quattro principali divinità della religione hawaiana). È anche il nome di un vulcano estinto nelle Hawaii.
- Kamohoalii - dio dalle sembianze di squalo.
- Nāmaka (o Nā-maka-o-Kahaʻ i) - dea del mare.
- Ukupanipo - dio-squalo che controlla la quantità di pesce sufficiente per esser catturato dal pescatore.

### Indù/vedica
- Danu - personificazione delle acque primordiali.
- Apam Napat - dio delle acque dolci, come ad esempio dei fiumi e dei laghi.
- Varuṇa - l'oceano celeste.
- Gaṅgā - dea del fiume Gange e della purezza.
- Yamuna - dea del fiume Yamuna.
- Sarasvati - dea del fiume Sarasvati e della conoscenza, consorte di Brahma.
- Apsaras - spiriti delle nubi e dell'acqua, che costituiscono il corteggio di Indra.

### Igbo
- Idemili, un Alusi-spirito del fiume.
- Ogbuide, un Alusi del lago.
- Urashi, un Alusi del fiume.

### Inca
- Paryaqaqa, dio dell'acqua e dei temporali di montagna[5].
- Paricia - dio che ha inviato un diluvio nel tentativo di uccidere gli esseri umani che non lo rispettavano adeguatamente. Forse un altro nome per il Pachacamac (il dio creatore ctonio).

### Inuit
- Aipaloovik - un dio marino malefico associato alla morte e alla distruzione.
- Alignak - una divinità lunare e signore del tempo, dell'acqua, delle maree, delle eclissi e dei terremoti.
- Arnapkapfaaluk - una temibile dea del mare.
- Idliragijenget - dio del mare oceanico[6].
- Nootaikok - dio che presiedeva agli iceberg e ai ghiacciai.
- Sedna - la dea del mare

### Nordica/germanica
- Rán - dea Ásynja del mare
- Ægir - jotunn (gigante) che personifica il mare (marito di Ran).
- le nove onde sorelle -  Bára, Blóðughadda, Bylgja, Dúfa, Hefring, Himinglæva, Hrönn, Kólga, e Unnr, figlie di Ran e Ægir che rappresentano gli stati del mare.
- Njǫrd - dio Vanir del mare, del vento e delle ricchezze, padre del dio Freyr e della dea Freyja

### Persiana/Zoroastriana
- Tishtar nella lingua pahlavi (antica Persia), o Tishtare nella lingua avestica, o Teshtar o Tir o Bashtar presso gli zorostriani, è il dio della pioggia. Ogni anno il dio Tishtar, vince la sua battaglia contro il dio della siccità Apush (Apushè), ed apre la fonte d'acqua che versa nel Mare Farakh_Kort (il mare che copre un terzo della terra "riferimento mitologia persiana").
- Anahita è una dea pre-zoroastriana dei fiumi e delle acque.
- Apam Napat, divinità delle acque dolci e del fuoco, condiviso dallo zoroastrismo e dal vedismo.

### Romana
- Nettuno
- Marica - divinità dell'acqua e delle paludi.
- Anguana

### Slava
- Perperuna (dea della pioggia nel pantheon slavo)